# GPT-4
GPT-4 (acrònim anglès de Generative Pre-trained Transformer 4) és un gran model de llenguatge multimodal creat per OpenAI, el quart de la sèrie GPT. Es va llançar el 14 de març de 2023 i està disponible mitjançant l'API i per als usuaris de ChatGPT Plus. Microsoft va confirmar que les versions de Bing que utilitzaven GPT havien fet servir GPT-4 abans del seu llançament oficial. Com a transformador, GPT-4 es va entrenar prèviament per predir el següent testimoni (utilitzant tant dades públiques com "dades amb llicència de proveïdors de tercers"), i després es va ajustar amb un aprenentatge reforçat a partir de comentaris humans.  El febrer de 2025 es va presentar la nova versió GPT-4.5, que incorpora millores significatives.
L'informe tècnic del GPT-4 es va abstenir explícitament d'especificar la mida del model, citant "el panorama competitiu i les implicacions de seguretat dels models a gran escala". The Verge va citar rumors que el GPT-4 augmentaria substancialment el recompte de paràmetres de 175.000 milions a 100 bilions de GPT-3, que el CEO d'OpenAI, Sam Altman, va descriure com "una merda completa". Els representants nord-americans Don Beyer i Ted Lieu van confirmar al New York Times que Altman va visitar el Congrés el gener de 2023 per demostrar GPT-4 i els seus "controls de seguretat" millorats en comparació amb altres models d'IA.
OpenAI va escriure a la seva publicació al bloc anunciant GPT-4 que "GPT-4 és més fiable, creatiu i capaç de gestionar instruccions molt més matisades que GPT-3.5". Pot llegir, analitzar o generar fins a 25.000 paraules de text, la qual cosa suposa una millora significativa respecte a les versions anteriors de la tecnologia. El New York Times va escriure que GPT-4 va mostrar millores impressionants en la precisió en comparació amb GPT-3.5, havia aconseguit la capacitat de resumir i comentar imatges, va poder resumir textos complicats, va aprovar un examen de barra i diverses proves estandarditzades, però tot i així va mostrar tendència a al·lucinar respostes.